# Zé Pequeno
José Eduardo Barreto Conceição, (Rio de Janeiro, Brasil; 11 de abril de 1957 - 25 de diciembre de 1985) más conocido por el apodo de Zé Pequeno, fue un narcotraficante y criminal de origen brasileño residente de la Ciudad de Dios, durante los años 1970s y 1980s. 
Zé Pequeno operaba principalmente en la ciudad de Río de Janeiro, distribuyendo drogas de distintas procedencias; Saltó a la fama gracias a la película semi-ficticia Ciudad de Dios, en la que fue interpretado por Leandro Firmino (edad adulta) y Douglas Silva (niño).

## Diferencias de la trama de la película
Investigadores y testigos afirman que aunque su crueldad y la forma en que imponía el miedo en la comunidad era una característica verdadera del bandido mostrado en el largometraje, algunos hechos importantes habrían sido introducidos para dar mayor dramatismo a la obra, sin estar constatadas como reales.
Entre estos hechos, el principal de ellos quizá se refiera al uso de niños en su pandilla, práctica que no era común entre los bandidos cariocas de la década de 1970, cuando Zé Pequeno se convirtió en el mayor jefe del narcotráfico de Ciudad de Dios.
Una masacre de inocentes atribuida a Zé Pequeno en la película también habría sido en realidad obra de otro criminal de la comunidad.[cita requerida] La rivalidad con el también traficante Mané Galinha, según los residentes, habría sido real.
Sin embargo la película no muestra una historia fáctica sobre la realidad y la obra de ficción.

## Imágenes

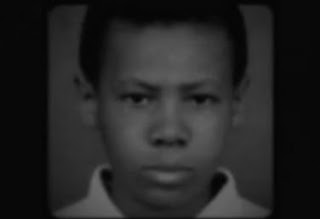
Zé Pequeno en la infancia, cuando se llamaba Dadinho.

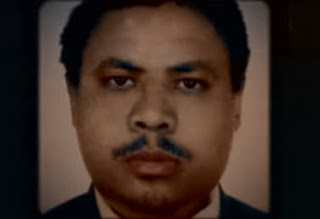
Zé Pequeno en 1982.

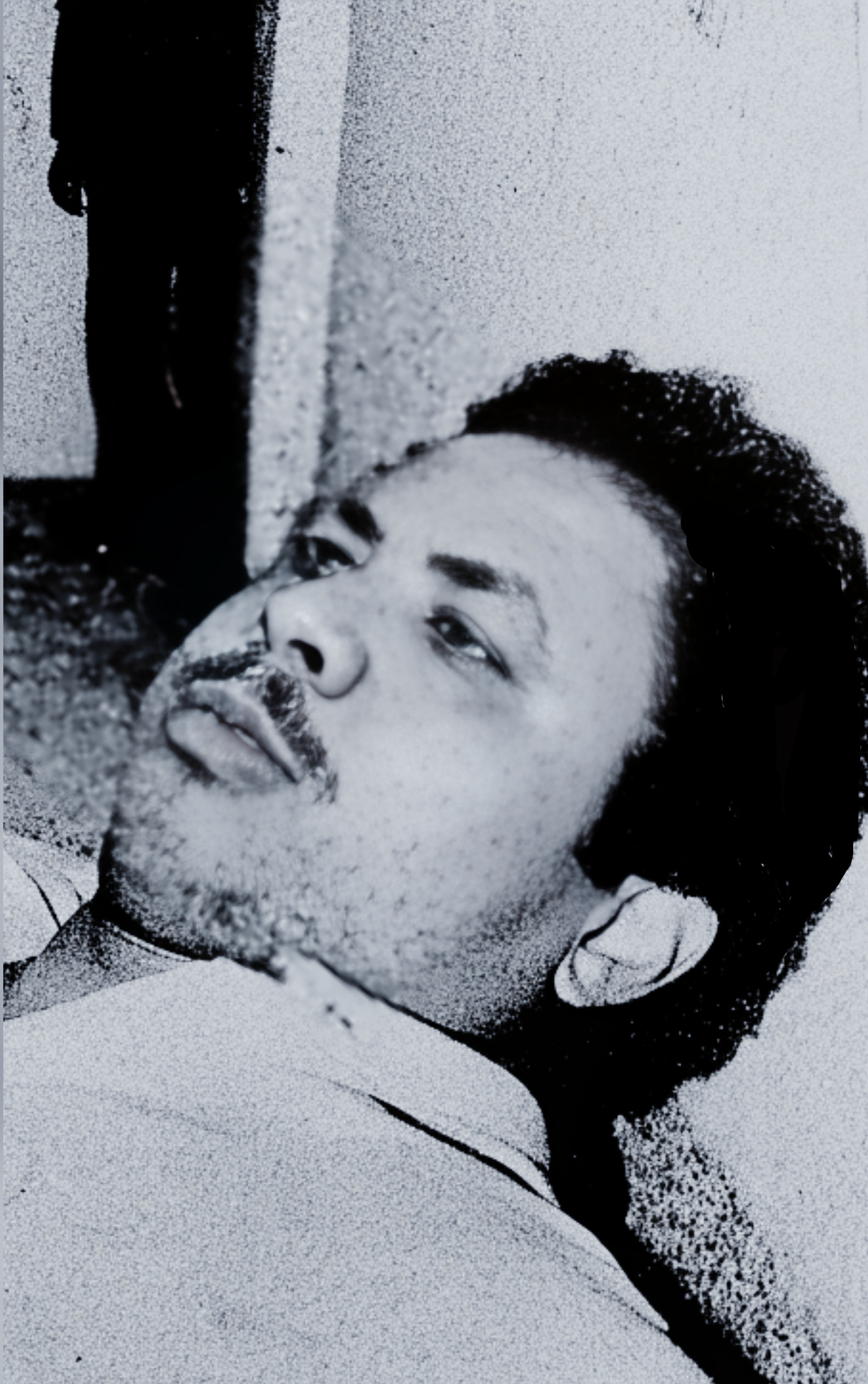
cuerpo de Zé Pequeno muerto en 1985.